# Îles du Duc de Gloucester
Les îles du Duc de Gloucester sont constituées de quatre atolls faisant partie de l'archipel des Tuamotu dans l'Océan Pacifique en Polynésie française. Administrativement, les quatre îles font partie de la commune détachée de Hereheretue, commune associée à celle d'Hao.

## Géographie
Les quatre atolls composant le groupe des îles du Duc de Gloucester sont :
- Anuanuraro
- Anuanurunga
- Hereheretue
- Nukutepipi

Seule l'île de Hereheretue est habitée de manière permanent par 57 habitants en 2017. La superficie cumulée des trois atolls est de 15,7 km2, soit une densité de 3,64 hab./km2.

## Histoire
L'archipel est découvert le 4 février 1606 par l'explorateur Pedro Fernández de Quirós, qui le nomme las Cuatro Coronas, « les Quatre Couronnes » en espagnol. Gaspar Gonzales de Lesale le cartographie sous le nom de las Cuatro Anegadas, « les Quatre Submergées ». L'archipel est ensuite baptisé en l'honneur de William Henry de Gloucester, par Philippe de Carteret en 1767.